# جیانگبی، چانگشا
جیانگبی، چانگشا (به لاتین: Jiangbei) یک شهرک در جمهوری خلق چین است که در شهرستان چانگشا واقع شده‌است. جیانگبی ۱۷۵ کیلومتر مربع مساحت و ۵۳٬۹۹۷ نفر جمعیت دارد.